# Széki Ákos
Széki Ákos, Széky (Pápa, 1868. április 14. (keresztelés) – Keszthely, 1937. november 10.) írnok a debreceni királyi főügyészségnél, egyházi író, törvényszéki irodaigazgató.

## Élete
Széki Béla református lelkész és Ujlaki Teréz fia. Tanult Gyöngyösön és Kecskeméten. 1895-ben írnok volt az aradi királyi ügyészségnél; 1890-ben Gyönkön, 1900-ban Tabon, majd Debrecenben tartózkodott, ahol ismét írnok volt. 1911 novemberéig a debreceni múzeumnál dolgozott. Felesége Héjjas Kornélia.
Cikkeket írt 1884-től a Tolnamegyei Közlönybe, a Protestáns Lapba, a Máramarosi Lapokba, az Üstökösbe sat.

## Munkái
- Természettani kis museum. Útmutató 68 természettani készüléknek bárki által könnyen előállításához. Szegszárd, 1890. (2. kiadás. Pécs, 1891.).
- Néhány szó a felnőttek oktatásáról. Szekszárd, 1892. (Lenyomat a Tolnamegyei Közlönyből).
- Huszonnégy legújabb magyar nóta. Budapest, 1895.
- Jézus és a Szentlélek csodatételei. Debrecen, 1900.
- Nők a meteorológia szolgálatában. Debrecen, 1900. (Különnyomat a Háztartásból. Ism. Vasárnapi Ujság 1901. 10. sz.).
- Az egyházi, papi és tanítói jövedelem szaporítása. Debrecen, 1901.
- Jézus és a Szentlélek csodatételei. Debrecen, 1903.
- A szeretet evangeliuma. Eperjes, 1909.